# إبراهيم الجفر
إبراهيم الجفار (مواليد 1966) هو لاعب سعودي للتايكواندو. تنافس في وزن الريشة للرجال في دورة الألعاب الأولمبية الصيفية لعام 1988.